# Oropos (gmina)
Oropos (gr. Δήμος Ωρωπού, Dimos Oropos) – gmina w Grecji, w administracji zdecentralizowanej Attyka, w regionie Attyka, w jednostce regionalnej Attyka Wschodnia. Siedzibą gminy jest Oropos. W 2011 roku liczyła 33 769 mieszkańców. Powstała 1 stycznia 2011 roku w wyniku połączenia dotychczasowych gmin: Oropos, Awlonas i Kalamos oraz wspólnot: Sikamino, Polidendri, Markopulo Oropu, Malakasa, Kapandriti i Afidnes.